# Karl Fürchtegott Eymann
Karl Fürchtegott Eymann (Kleinölsa/Drezda, 1897. november 11. — Lipcse, 1956. szeptember 22.) német gyógypedagógus, a siketnémák, nagyothallók és beszédhibások tanára.

## Életpályája
A Humboldt Egyetem gyógypedagógiai intézetében (akkor még külön iskolának nevezték) dolgozott. 1924-től a lipcsei Siketnémák Intézetében, a későbbi „Samuel Heinicke”-ről elnevezett Hallássérültek Iskolájában tanított. Az iskola-felkészítő foglalkozásokból megteremtette a hallássérült gyermekek óvodáját. Kidolgozta a 3-6 éves siket gyermekek beszédének kialakítását fiziológiai-pszichológiai alapokon. K.-P. Beckerrel együtt létrehozta az NDK-ban a siketek központi szakmai képzését. Az 1952-ben Lipcsében alapított Hallássérültek Szakiskolájának első igazgatója.